# Socijalistička partija Hrvatske – lijeva alternativa
Socijalistička partija Hrvatske – lijeva alternativa bila je hrvatska izvanparlamentarna stranka koja je postojala od 2004. do 2018.

## Povijest i program
Socijalistička partija Hrvatske – lijeva alternativa osnovana je 17. srpnja 2004. godine nakon raskola na travanjskoj skupštini SRP-a (Socijalističke radničke partije). Na izbornoj skupštini većinom glasova usvojen je prijedlog dr. Stipe Šuvara o promjeni imena stranke u Socijalistička partija Hrvatske-lijeva alternativa i njegovom povlačenju na mjesto počasnog predsjednika, da bi nakon mjesec dana većina članova novoimenovanog predsjedništva podnijela kaznenu prijavu Ministartsvu uprave protiv Stipe Šuvara, zbog navodne nelegitimnosti skupštinskih zaključaka. Manji dio članstva SRP-a utemeljio je Inicijativni odbor za osnivanje SPH. Nakon Šuvarove smrti, nekolicina bivših članova Socijalističke radničke partije (SRP) osnovala je novu političku stranku pod nazivom Socijalistička partija Hrvatske – lijeva alternativa. Za predsjednika Socijalističke partije Hrvatske (SPH) izabran je Ivan Magdalenić, njegov zamjenik je Nenad Vlahović, a glavni tajnik SPH Rino Markov. Stranka je prestala postojati 2018. godine.

## Funkcije
- Ivan Magdalenić – predsjednik
- Nenad Vlahović – zamjenik predsjednika
- Ljiljana Curman – politička tajnica
- Branislav Bausovac – poslovni tajnik